# Wilferd Madelung
Wilferd Madelung, född 26 december 1930 i Stuttgart, död 9 maj 2023, var en tysk-brittisk islamolog och professor vid Oxfords universitet. Han har författat skrifter rörande medeltidens islam, tolv-shiitisk islam, zaydism och ismailism.

## Arbeten
- Madelung, W. (editor) - Arabic Texts Concerning The History of The Zaydi Imams of Tabaristan, Daylaman And Gilan, Franz Steiner, 1987
- Madelung, W. - Religious Trends in Early Islamic Iran, 1988
- Madelung, W. - Religious and Ethnic Movements in Medieval Islam, 1992
- Madelung, W. - The Succession to Muhammad, Cambridge University Press, 1997
- Madelung, W. and Walker, P. - An Ismaili Heresiography, Leiden, 1998
- Madelung, W. and Walker, P. - The Advent of the Fatimids: A Contemporary Shi'i Witness, I.B. Tauris, 2000
- Madelung, W. - Der Imam al-Qasim ibn Ibrahim und die Glaubenslehre der Zaiditen, Walter De Gruyter Incorporated, 2002